# Wok

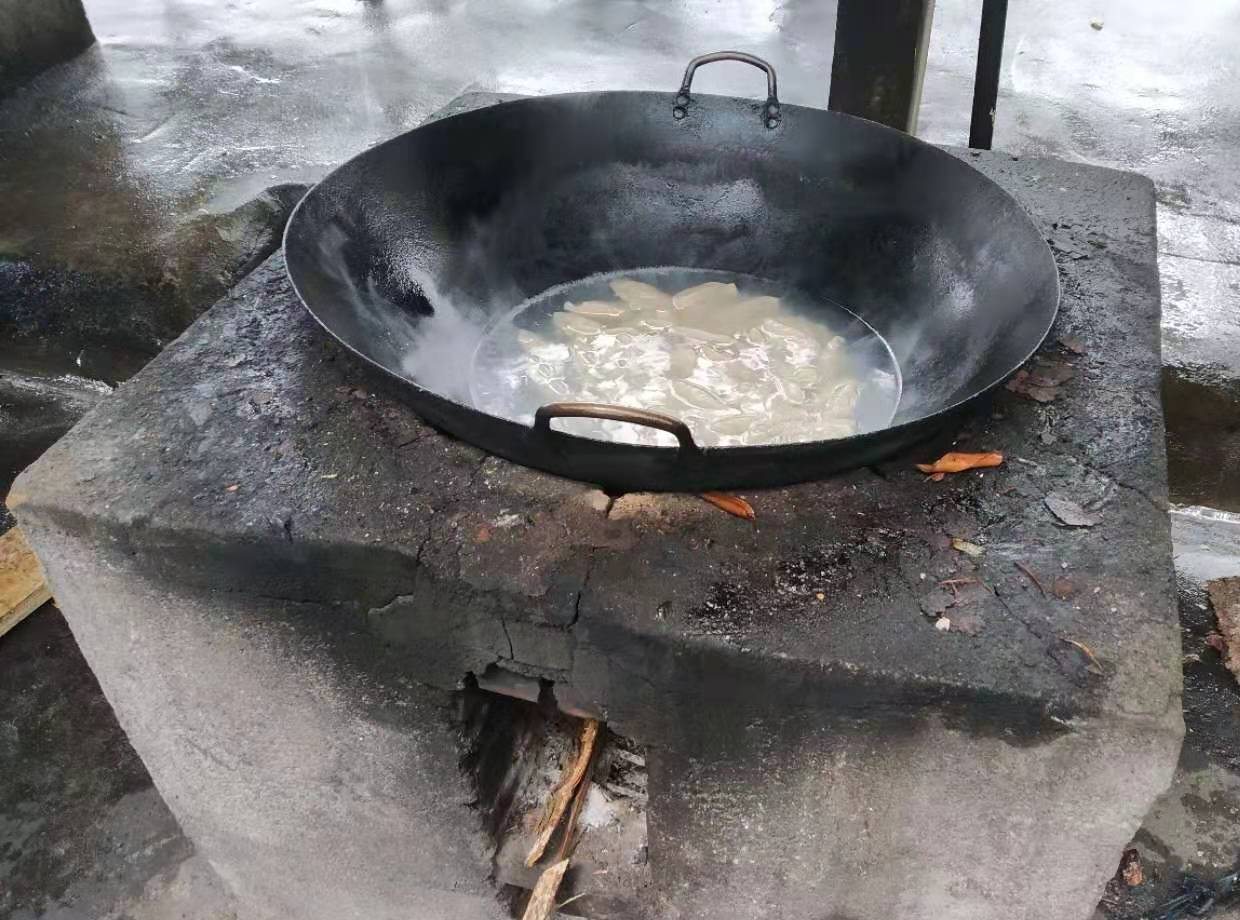
Wok faszenes tűzhelyen

A wok sütéshez, főzéshez használt fémedény, melyet hagyományosan egész Kelet-Ázsiában használnak. Alakja leginkább egy gömb metszetére hasonlít. A wok univerzálisan használható konyhai eszköz, segítségével lehet kevés, vagy bő olajban sütni, főzni, párolni, vagy a fölé helyezett bambusz gőzölő edényekben gőzölni. A wok a kínai konyha elengedhetetlen része, de mára már az egész világon használják.

## Felépítése, fajtái

### Alakja

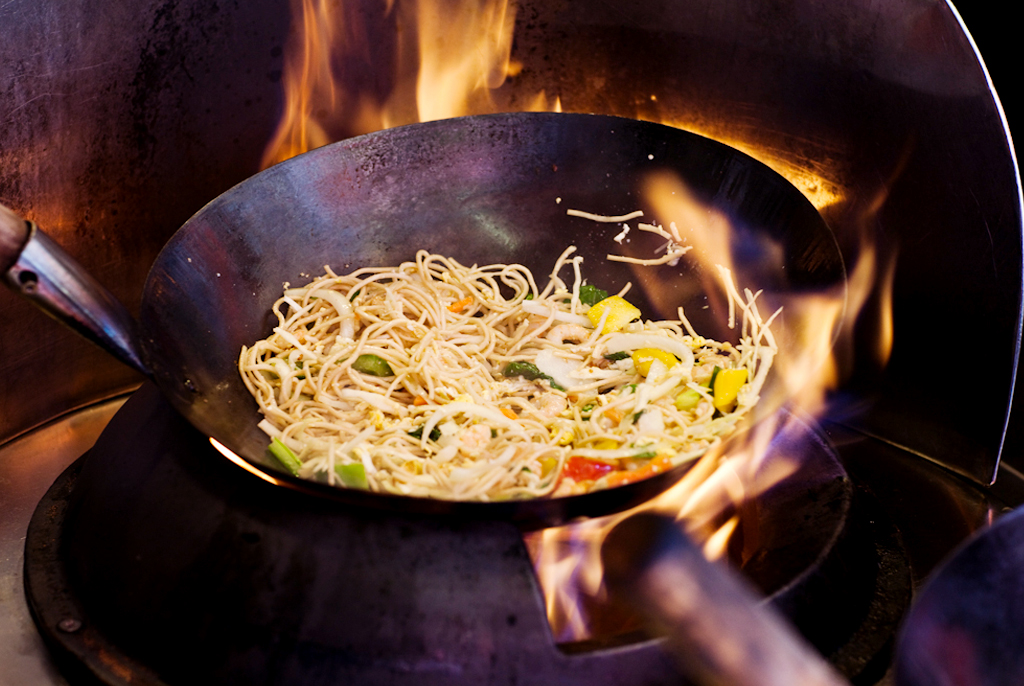
Ételkészítés a wokban

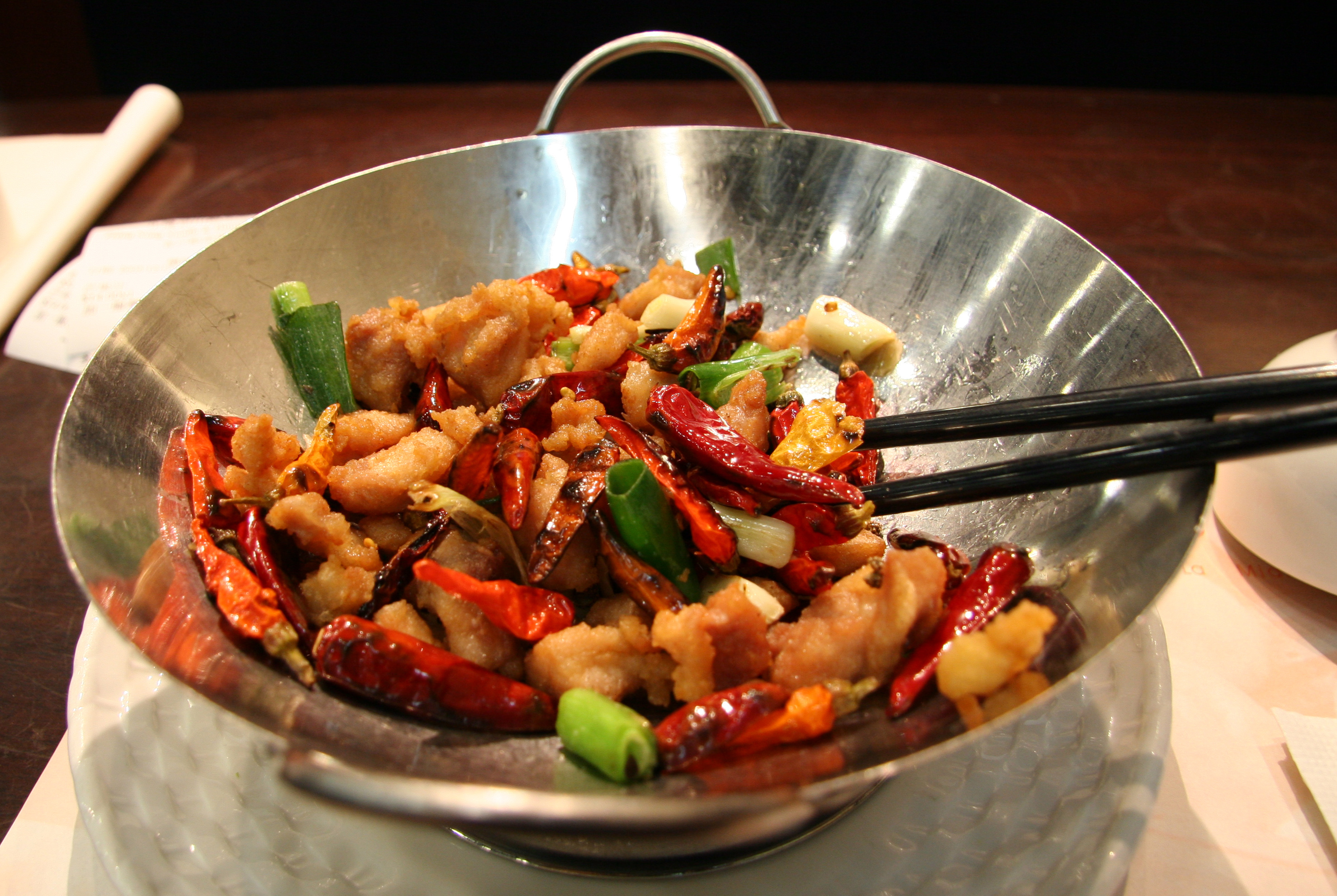
Étel wokban tálalva

A wok legfontosabb jellemzője az alakja. A hagyományos kínai wok olyan, mintha egy gömb felének belső felülete lenne. Ennek a formának az előnye, hogy a wok aljában nagyon magas hőmérséklet érhető el viszonylag alacsony energiafelhasználás mellett. A magas hőmérsékleten az ételek nagyon gyorsan készre süthetők, ez a kínai konyha egyik jellemzője.
Európában kaphatók olyan wokok is, melyeknek alja lapos, így használhatók elektromos tűzhelyen is.

### Mérete
A wok átmérője általában 30 cm és 2 m között van, de ennél lehetséges kisebb és nagyobb méretű is. Az átlagosan 30 cm átmérőjű wokot a háztartásokban használják, a hatalmas méretű eszközöket jellemzően éttermek konyháin találhatjuk.

### Anyaga
A régi időkben a wok hagyományosan vasból készült, amit kalapácsütésekkel formáztak meg, így felülete nem sima. Ma jellemzően vasból vagy acélból. Az acélból készült wok általában vékonyabb, könnyebb, olcsóbb a vasból készült vastagabb, nehezebb. A legdrágább wokok ma is kézzel kovácsoltak.

### Fogója
Fogója kétféle lehet: egy hosszúkás (mint egy palacsintasütőé), vagy két gyűrűs. Anyaga lehet fém, de találkozhatunk fából vagy másból készült fogóval is. Ha a wok fogója gyűrűs és fémből készült, akkor nagyon felforrósodhat, ezért a szakácsok sokszor vastag konyharuhával fogják meg.

## Használata
A wok használható bő olajban sütésre, kevés olajban sütésre vagy pirításra, párolásra, főzésre, gőzölésre. A legjellemzőbb eljárás szerint kevés olajat (2-3 evőkanál) a wokban felforrósítunk, majd ebben hirtelen sütjük a húst vagy zöldségeket. Az olajnak nagyon forrónak kell lennie. Sokan az olajat csak a már felforrósodott, füstölő felületű wokba teszik bele. A wok előnye, hogy a forró olajban, illetve wokban az apróra vágott alapanyagok nagyon gyorsan megsüthetők. A félgömb alak lehetővé teszi, hogy az ételt a wok oldalsó falára feltolva az olajat lecsepegtessük, vagy a sütésből kicsit kivegyük (hiszen a wok alja forróbb, fala hűvösebb).
A kínai szakács az ételt bambuszlapáttal, fakanállal vagy pálcikával, de leginkább a wok rázásával forgatja.
Hagyományosan a wokot nagyon magas hőmérsékletet (1100-1200 C) adó, Kína teljes területén ismert, faszenes tűzhelyeken használták. Napjainkban a jelentősebb kínai éttermek konyháiban, világszerte ahol nagyobb kínai enkláve található, speciális nagy teljesítményű gázfűtéses wokégőket használnak. Ezek hőmérséklete jobban közelit egy kovácsműhely tűzhelyének hőmérsékletére, mint a hagyományos európai konyhákéra.
Erre az extrém magas hőmérsékletre ahhoz van szükség, hogy a speciális fűszerezett olajban lefolyó Maillard-reakcióra létrejöjjön az ízanyagok jellegzetes keveréke a wok héj. Ez a kémiai reakció azonban csak a víz forráspontját jóval meghaladó hőmérsékleten valósul meg. Az alapanyagok, különösen a zöldségek nagy mennyiségű vizet tartalmaznak. Ennek a víztartalomnak az elpárolgásához (gőzképződéshez) hatalmas energiára van szükség, ez az energiaelvonás gyorsan lehűtheti a wokot és ha a wok hőmérséklete nem kellően magas, a zöldség nem megsül, hanem megfő. A wokban egyszerre érvényesül a forró fém, perzselő olaj, forró gőz, és ezzel együtt a forró száraz levegő hatása, azaz a hőtanból ismert minden folyamat a kondukció, a kondenzáció és konvekció.
A wok felszíne a kondukciós zóna. Itt az étel közvetlenül érintkezik az olajozott forró fémmel. Ez a legforróbb terület. Közvetlen e felett van a wok kondenzációs zónája ahol a forró olajban dobva rázva sül az étel. Látványkonyhákban láthatjuk a gomolygó gőzfelhőket. Jóval a wok felett van a konvekciós zóna forró száraz levegője. A kínai szakácsok az alapanyagokat e három zóna között dobva rázva szabályozzák az étel elkészítését. Az, hogy a készülő étel minden zónában csak a szükséges időt töltse nagy szakismeretet és nagy gyakorlatot igényel.

### Wok héj(Wok hei)

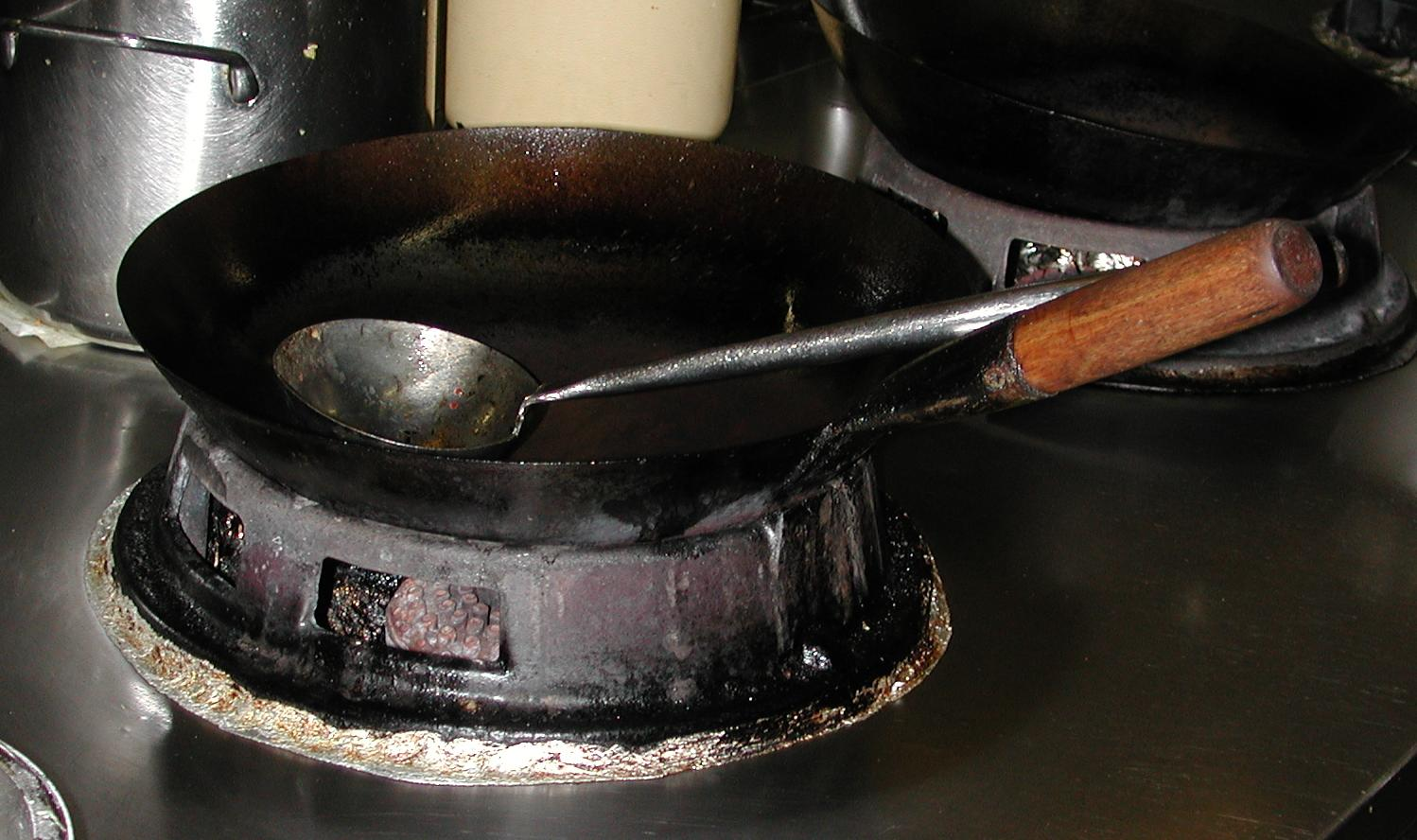
A rendszeres használat során megkeményedett, olajos patinaréteg képződik a wok felületén – ez teszi lehetővé a wok héj (wok hei)t.

A wok héj (wok hei) (hagyományos: 鑊氣, egyszerűsített: 镬气, jűtphing: wok6 hei3) a kantoni konyha jellegzetessége, melyet nagyon nehéz pontosan lefordítani. Ezzel szokás jellemezni a kantoni ételek összetett, „perzselt” aromáját, mely a forróra hevített wokban alakul ki a számos használat következtében, és akár szakácsonként változó lehet.
A kifejezést lehet szó szerint úgy fordítani, hogy „a wok hősugárzása”, vagy átvitt értelemben, ahogy Grace Young nevezte el The Wisdom of the Chinese Kitchen című szakácskönyvében: „a wok lehelete”. Szerinte a wok héj (wok hei) koncepciója és jelentése szakácsonként változik, egyesek úgy írják le, hogy „a wok íze” vagy „az ízek harmóniája”. Young szerint számára a wok héj (wok hei) nem más, mint „a wok lehelete – amikor a wok energiát lehel a stir-fryba, egyedi, intenzív ízt és aromát adva az ételnek.”
A második írásjegy a szóban a csi (qi), emiatt egyes szakácskönyvek wok csi (wok chi)ként is hivatkoznak rá. A wok héj (wok hei) tulajdonképpen azok az ízek, aromák, az az „esszencia”, melyeket a forró wok ad át az ételnek a keverve pirítás során.
A hagyományos wokok öntöttvasból vagy nyersvasból készülnek és a rendszeres használat során megkeményedett, olajos patinaréteg képződik belső felületén, mely megakadályozza az ételek letapadását. Ez a réteg segít átadni a wok héj (wok hei)t az ételeknek. Tudományos szempontból karamellizáció, Maillard-reakció játszódik le, az ételek ízét pedig az olaj égése is befolyásolja, miközben az étel pörkölődik, perzselődik, nyugati konyhában megszokottnál jóval magasabb hőmérsékleten. A wokban főzéshez nyílt lángra van szükség, indukciós főzőlapon például nem lehet elérni a wok héj (wok hei)t.